# FMK 007 mérőkocsi
Az FMK 007 mérőkocsi a MÁV Központi Felépítményvizsgáló Kft.vasúti mérőkocsija. A kocsi vázát 1994-ben Zarogozában gyártotta a CAF vasúti járműgyártó. A poggyászkocsi kötbérként, a CAF-tól megrendelt nemzetközi kocsik késedelmes szállítása miatt került a Magyar Államvasutakhoz 51 55 95-91 105-5 pályaszámmal. Megérkezése után a kocsit a Dunakeszi Járműjavítóban félreállították, szerszámraktárként használták, utasokat és csomagokat soha nem szállított. Mérőkocsivá történő átalakítását az 1990-es évek végétől kezdték meg. A kocsiszekrényt a Ganz-Hunslet Rt. alakította át. Szintén a Ganz gyártotta a forgóvázakat, a fékberendezéseket, az ütköző- és vonókészülékeket. A kocsi mérőberendezéseit a Dunakeszi Járműjavító telepítette.
A vágányok állapotának eddiginél pontosabb, komplexebb állapotfelmérését teszi lehetővé az a mérőrendszer, amellyel 2011 tavaszán az FMK-007-es kocsit ellátták. Az uniós szabványok szerinti adatszolgáltatásnak is megfelelő rendszer együttesen kezeli a vágánygeometriai és járműdiagnosztikai információkat. Így a pályahibák azonnal észlelhetők és kiszűrhetők.
A modernizált kocsi a vasúti pálya hibáit gyorsabban, hatékonyabban, célzottabban képes felderíteni, ami vasútbiztonsági szempontból is jelentős. Az FMK-007-es mérőkocsi egy már korábban, 2002-ben üzembe helyezett mérőrendszer korszerűsített változata. A 2011-es fejlesztésnek köszönhetően számos előnnyel bír a korábbi változattal szemben: alacsony sebesség mellett (2 km/h) is képes adatot szolgálni a kerekekhez felszerelt lézerfényt kibocsátó eszköz és a kamera segítségével. Továbbá az FMK-007 újdonsága abban rejlik, hogy képes különböző, a pályák vizsgálatát tükröző információk együttes, torzításmentes mérésére: a vágánygeometriai és a járműdiagnosztikai rendszer integrációja révén a két, már meglévő gyűjtési metódust együttesen alkalmazva a valós állapotról kapunk mérőszámokat. A többféle adat együttes megjelenítése komplexebb eredményt biztosít a pálya állapotáról.
A nemzetközi forgalomban is közlekedtethető mérőkocsi a vasúti pálya állapotára vonatkozó egységes uniós szabvány szerinti adatszolgáltatást is biztosítja. A mérőkocsi paraméterei is megfelelnek az uniós előírásoknak: 26,4 méter hosszú, 160 km/órás sebességre is képes, tengelyterhelése 13,5 tonna, össztömege 54 tonna.
A MÁV M61 által vontatott mérőkocsi belseje három részből áll. A mérőterembe telepített monitorokon a szakemberek a tengelyek közelében elhelyezett eszközök által továbbított mérési adatokat látják, melyek ezzel egyidejűleg az itt található plottereken kinyomtatásra kerülnek. Ezt a helyiséget a tárgyaló választja el a szociális területtől, melybe három hálófülke és a fürdőszobák kerültek. A mérést végző mérnök gárda gyakran napokat tölt el a kocsin, munkájuk közben és után az FMK-007 ezen területe biztosítja alapvető igényeik kiszolgálását. A mérőkocsi 6 főből álló személyzetet képes kiszolgálni.